# NGC 7491
NGC 7491 é uma galáxia espiral (Sbc) localizada na direcção da constelação de Aquarius. Possui uma declinação de -05° 57' 59" e uma ascensão recta de 23 horas, 08 minutos e 06,0 segundos.
A galáxia NGC 7491 foi descoberta em 21 de Agosto de 1881 por Édouard Jean-Marie Stephan.